# 日本の民謡
『日本の民謡』（にっぽんのみんよう）は、NHK-FM放送で1966年（昭和41年）4月10日から2017年（平成29年）4月2日まで放送していた民謡専門の音楽番組である。51年間続いていた長寿番組でもある。

## 概要
ベテラン・若手を問わず第一線で活躍する民謡歌手の歌声をスタジオ録音で紹介する。曲の合間には司会者と当日歌唱する民謡歌手とで近況や曲にまつわるエピソードを交えたトークを挟む。毎月最終週はリクエスト曲を中心に放送する。
曲の音源はリクエストも含めて原則としてレコードやCD等は使用せず、オリジナル収録を使用している。そのためエンディング他随所に曲の演奏者の名前を読み上げている。
2017年（平成29年）4月2日をもって、1966年4月から続いたこの番組は51年にわたる放送を終了した。後継番組は『吉木りさのタミウタ』。『-タミウタ』終了後に2022年から開始された『駒井蓮のニポミン!』のタイトルは当番組に由来する。

## 放送時間

### 本放送
- 日曜 11:00 - 11:50（JST）

### 再放送
- 翌月曜 05:00 - 05:50（同上）

※2012年度の本編の放送時間は48分で、残りの2分間は「NHK東日本大震災プロジェクト」テーマソング『花は咲く』のショートバージョンを放送している。

## 司会者

### 最終回時点
- 加治章（2012年4月 - 2017年4月。1993年 - 1995年7月、2000年4月 - 2004年3月にも本番組を担当しており、3度目の起用となった）
- 堀ひろみ（2014年4月 - 2017年4月）

### 過去
- 小野卓司（2011年4月 - 2012年3月）
- 徳田章（2011年2月 - 3月）
- 稲塚貴一（2010年4月 - 2011年1月）
- 滑川和男（2007年4月 - 2010年3月）
- 山中明美（2008年4月 - 2010年3月）
- 稲庭淳
- 藤崎弘士
- 横川裕子（- 2008年3月）
- 川口正八（1995年7月 - 2000年3月）
- 福士あけみ（2010年4月 - 2014年3月）